# Johan Swärdh
Johan Bertil Swärdh, född 9 november 1972 i Vetlanda, är en svensk friidrottare (hinderlöpare), tävlande för Eksjö Södra IK och Mölndals AIK.